# Groß Offenseth-Aspern
Groß Offenseth-Aspern er en by og en kommune i det nordlige Tyskland, beliggende i Amt Rantzau under Kreis Pinneberg. Kreis Pinneberg ligger i den sydlige del af delstaten Slesvig-Holsten.

## Geografi
Groß Offenseth-Aspern ligger nordvest for Barmstedt. Vandløbet Offenau løber gennem kommunen og dele af statsskoven Rantzau ligger i kommunens område. Mod vest går motorvejen A 23 fra Hamborg mod Heide.